# Агріш (Клуж)
Агріш (рум. Agriș) — село у повіті Клуж в Румунії. Входить до складу комуни Яра.
Село розташоване на відстані 312 км на північний захід від Бухареста, 21 км на південь від Клуж-Напоки.

## Населення
За даними перепису населення 2002 року у селі проживали 510 осіб, з них 508 осіб (99,6%) румунів. Усі жителі села рідною мовою назвали румунську.